# Saint-Aubin-Celloville
Saint-Aubin-Celloville là một xã thuộc tỉnh Seine-Maritime trong vùng Normandie miền bắc nước Pháp.

### Huy hiệu
| Arms of Saint-Aubin-Celloville | The arms of Saint-Aubin-Celloville are blazoned: Per pale 1: Gules, a crozier between the letters S and A Or; 2:Azure, the local belltower surmounting another smaller one, argent; on a base ployé Or a pot gules. (the French blazon is 'enté en point' which is basically a triangular base with curved sides. Not really used in English heraldry.) |

## Dân số
| 1962                                            | 1968 | 1975 | 1982 | 1990 | 1999 | 2006 |
| ----------------------------------------------- | ---- | ---- | ---- | ---- | ---- | ---- |
| 447                                             | 473  | 654  | 681  | 990  | 1015 | 976  |
| Starting in 1962: Population without duplicates |      |      |      |      |      |      |